# كاساندرا ويلسون
كاساندرا ويلسون (بالإنجليزية: Cassandra Wilson) (و. 1955  م) هي مغنية، وكاتبة غنائية، وعازفة الجاز أمريكية، ولدت في جاكسون، مسيسيبي.

## التعليم
تعلمت في Jackson State University ‏، وMillsaps College ‏.

## وصلات خارجية
- كاساندرا ويلسون على موقع IMDb (الإنجليزية)
- كاساندرا ويلسون على موقع الموسوعة البريطانية (الإنجليزية)
- كاساندرا ويلسون على موقع ألو سيني (الفرنسية)
- كاساندرا ويلسون على موقع ميوزك برينز (الإنجليزية)
- كاساندرا ويلسون على موقع أول موفي (الإنجليزية)
- كاساندرا ويلسون على موقع قاعدة بيانات الأفلام السويدية (السويدية)
- كاساندرا ويلسون على موقع إن إن دي بي (الإنجليزية)
- كاساندرا ويلسون على موقع أول ميوزيك (الإنجليزية)
- كاساندرا ويلسون على موقع ديسكوغز (الإنجليزية)
- كاساندرا ويلسون على موقع قاعدة بيانات الفيلم (الإنجليزية)